# Sara Holt
Sara Holt, née le 14 mars 1946 à Los Angeles, en Californie (États-Unis), est une sculptrice et photographe américaine, dont le champ de création se situe à la limite de l’art et de la science.

## Biographie

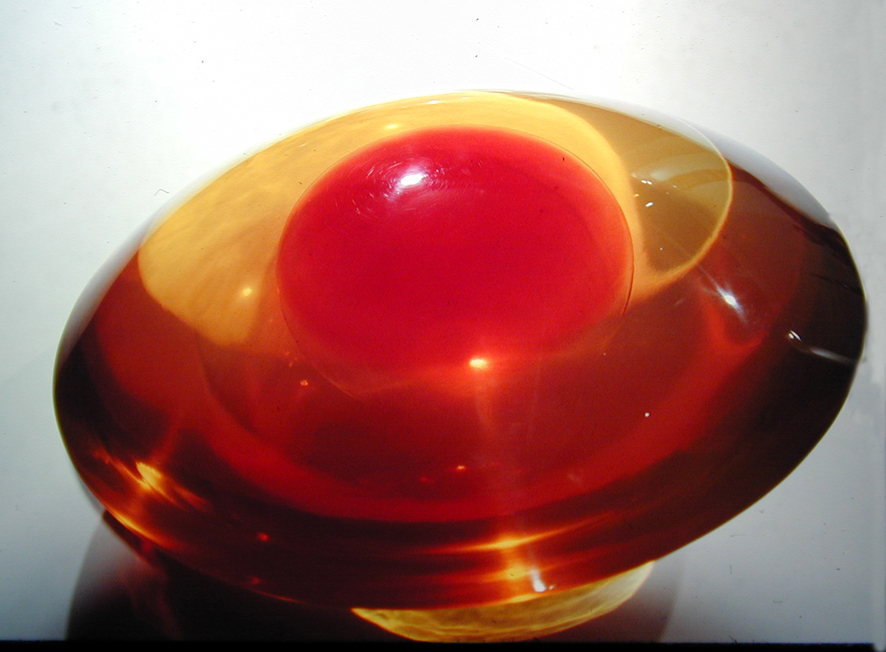
Lentille de Mars (1970).

Née à Los Angeles en 1946, diplômée en arts plastiques de l’Université du Colorado, Sara Holt expérimente dès 1967 les possibilités de coloration des résines de polyester transparentes. Elle moule des pièces, sortes de prismes diffractants, avec lesquels elle cherche à maîtriser la décomposition et recomposition du spectre lumineux. Elle porte autant d’intérêt à la forme ou à l’espace environnant de ces pièces qu’à tout « ce qui se passe à l’intérieur même de la sculpture : les transformations de la couleur selon la lumière. ». Son environnement artistique et scientifique, dans la maison familiale dessinée par l’architecte américain Irving Gill, influence son travail dès son jeune âge.
Après son diplôme, elle entreprend un voyage en Europe et prolonge son séjour en France. Au printemps 1969, elle obtient un studio à la Cité internationale des arts de Paris, où elle continue ses expériences avec la résine. Holt participe à la liberté enthousiasme des années 1960, non seulement au plan des nouvelles techniques, mais aussi pour l’émergence de nouveaux champs de réflexion que proposent l’emploi de la lumière et de la transparence avec les sculptures de résine,. Elle rencontre de nombreux artistes et critiques d’art tels que Gérard Singer, Piotr Kowalski, Erro, Alain Jouffroy, Frank Popper et Aline Dallier, et plus tard, James Lee Byars (en), Henri-Alexis Baatsh, Jean-Christophe Bailly, Meret Oppenheim et Joan Mitchell.
Une reconnaissance de son travail est marquée en 1971 lorsque Pierre Gaudibert organise ses premières expositions personnelles au musée d’art moderne de la ville de Paris, puis au Städtische Kunstsammlungen de Ludwigshafen. L’exposition présente Little Rainbow Snakes, un cône de deux mètres de haut, plusieurs grandes Sphères, deux Lentilles incluant des sphères, un grand Rainbow Snake et plusieurs Prismes : le tout en résine de polyester.

## Œuvre

### Sculpture

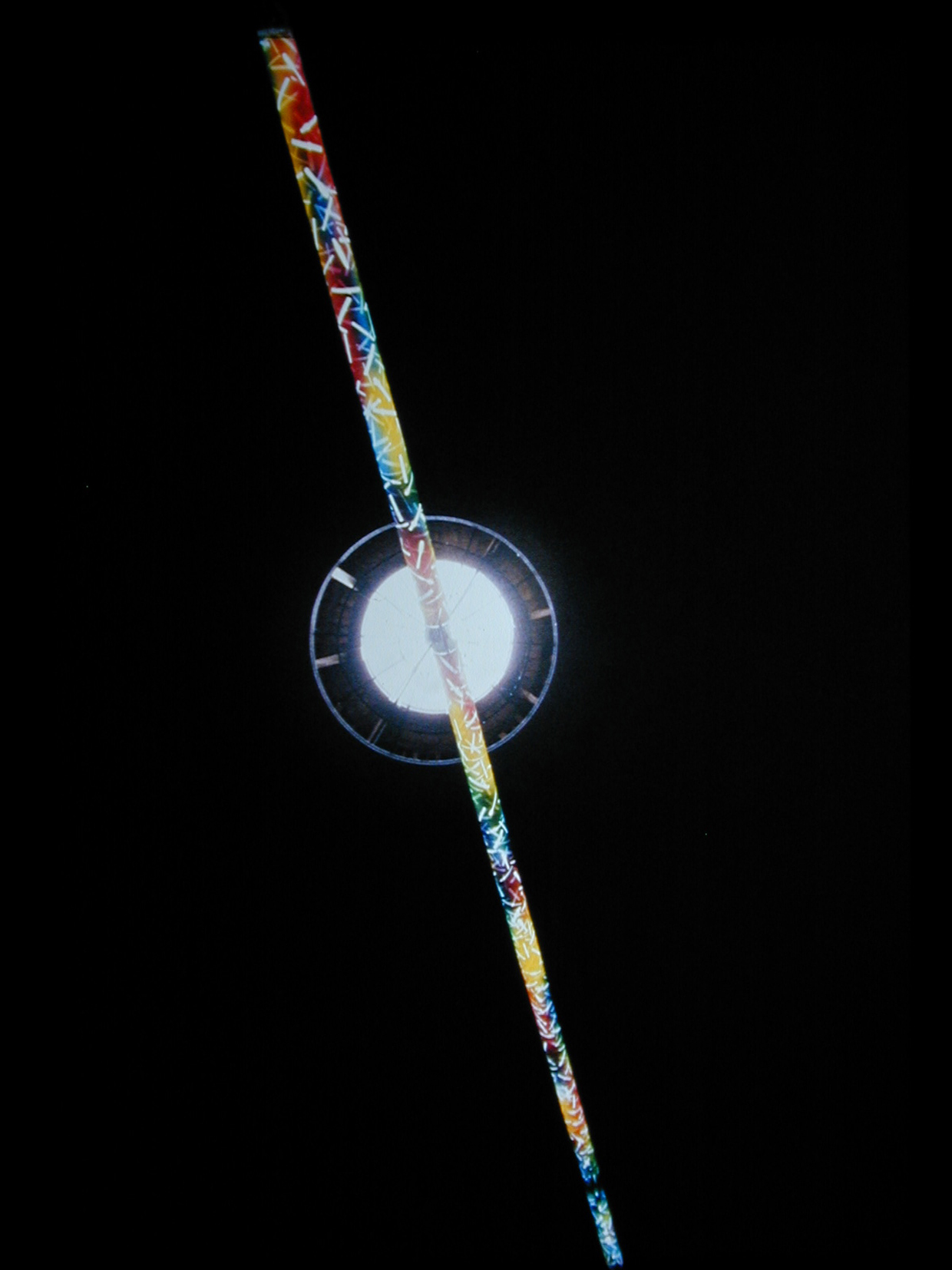
Janet's Comet (1984), Rosny-sur-Seine.

Sara Holt travaille, le bronze, le plâtre, la céramique ou la laine, mais principalement la résine, une technique qu’elle découvre au Pasadena City College sur la suggestion de David Elder. Elle est immédiatement captivée par la lumière et la transparence que proposent ce medium. Un voyage dans le Grand Canyon en 1968 révèle son intérêt pour les processus de stratification avec l’emploi de différentes couches de résine coulés dans des moules ; ses œuvres en montrent les étapes après catalyse. Pour certaines pièces, le processus de fabrication demande une année entière.
1972 est la date de sa première commande d’une œuvre monumentale pour Bagnolet : Douze Cones.
Elle travaille simultanément pour l'espace public ou à des pièces en atelier. Elle réalise, en 1977, la commande Double Rainbow ; avec cette sculpture en acier peint, elle poursuit ses expériences sur le spectre lumineux et ses interactions avec l’espace avoisinant.
En 1981, elle rencontre Jean-Max Albert. Ils collaborent sur plusieurs réalisations en milieu public,
Les Light Tubes représentent une nouvelle étape de son travail. Une installation est réalisée pour l’hospice Saint-Charles, à Rosny-sur-Seine en 1984. Il s'agit d'une mise en œuvre de la lumière et de la couleur dans l’espace sous la forme de tubes de plexiglas peint à l’aérographe avec des dégradés et des lignes en réserve. Ces tubes renferment des néons, ils sont suspendus dans la nef. Leurs lignes de couleur et de lumière dans l’espace répondent à ses photos de ciels nocturnes : Star Crossings,.

### Sculpture monumentale
Aux États-Unis

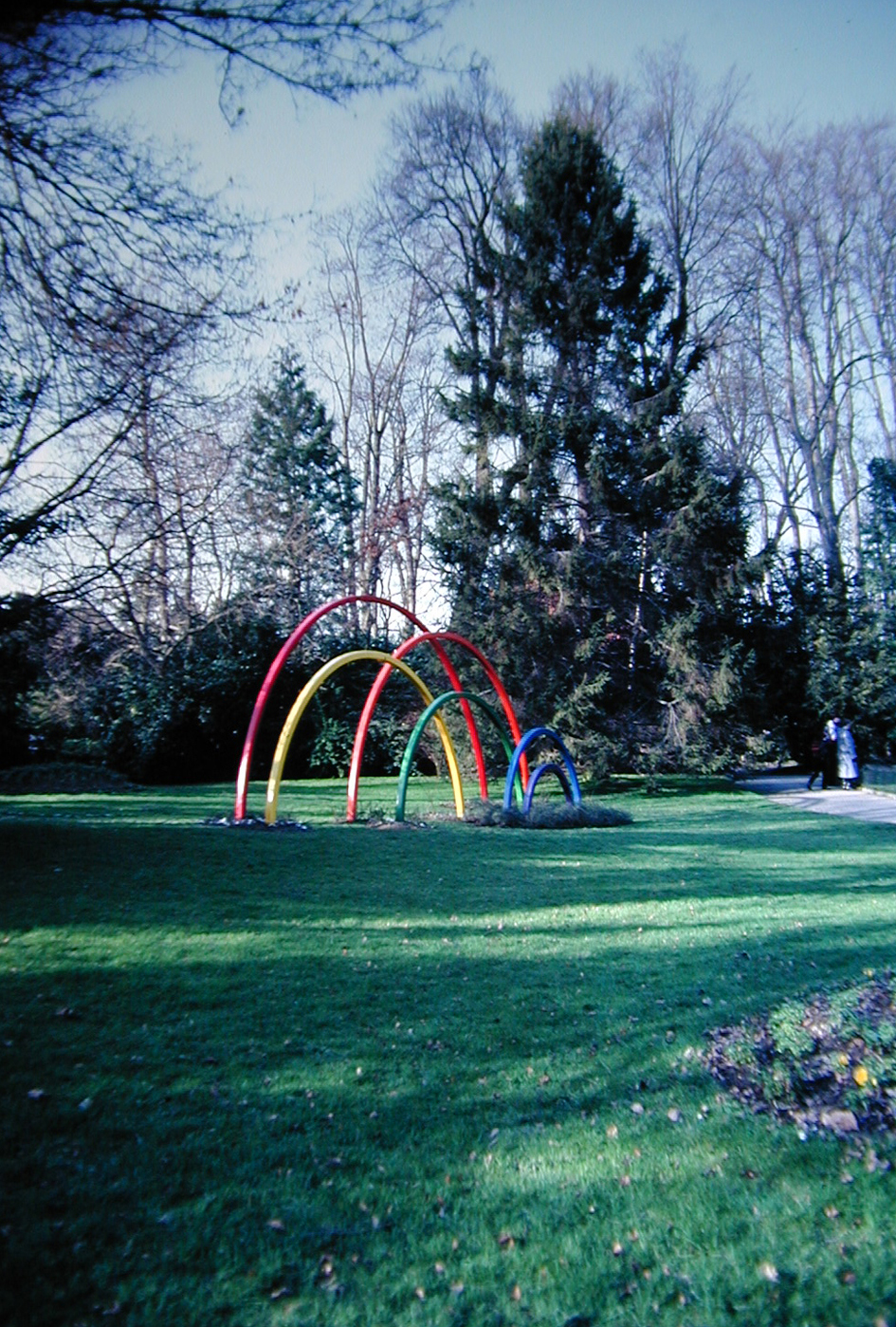
Arc-en-ciel éclaté (1982), Caen.

- Double Rainbow, 1977, Pasadena, Californie.

En France
- Douze Cônes, 1972, quartier de la Noue, Bagnolet[15] ;
- Arc-en-ciel, 1976, Sens[16] ;
- Cônes lever et coucher du soleil, 1977, Joigny[17] ;
- Solaris, 1979, Chevigny-Saint-Sauveur ;
- Arc-en-ciel éclaté, 1982, Caen, jardin des plantes[18],[19] ;
- Quatre plafonds, 1982, Nice, Nice-Étoile ;
- Light Ray, 1987, Lieusaint, SAN de Sénart ;
- La Chambre de la lune, 1993, Oiron, château d’Oiron, Centre national des arts plastiques ;
- Auriga, 1995, Angers, rond-point Montaigne, en collaboration avec Jean-Max Albert.

### Photographie

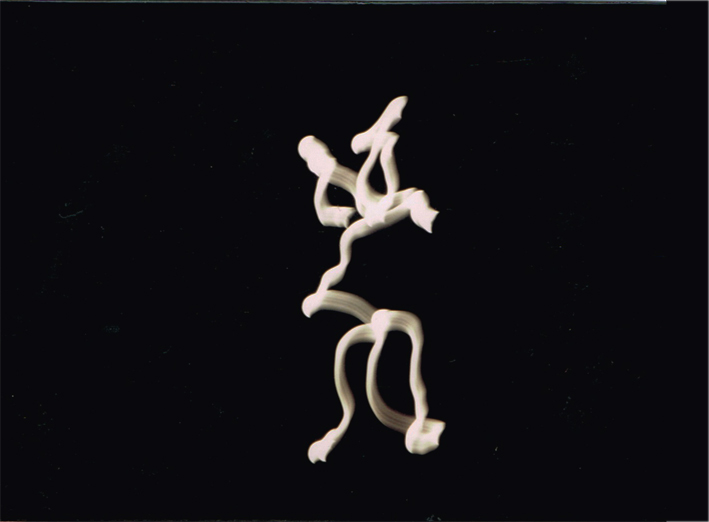
Moon Dancer (1995), photographie de la lune.

Les clichés que fait Sara Holt de ses sculptures transparentes en 1969 lui ouvrent un nouveau champ d’expérimentations,.
Cela lui inspire de photographier le ciel de nuit en pose longue, de façon à enregistrer les courbes multicolores que tracent les étoiles et les planètes sur la pellicule. Puis elle en vient à superposer plusieurs poses longues du ciel nocturne sous des orientations différentes : ainsi les traces se croisent-elles. La nature poétique de ces images ne s’éloigne pas d’une approche scientifique. Employant plus tard un voilier comme un « instrument d’écriture », Sara Holt capte des poses longues de la lune en suivant le mouvement des vagues. Avec les mouvements de la houle, la lune « écrit » sur la pellicule. Des images ou des signes apparaissent :  « Papillon », « Why », or « No »,.

### Céramique

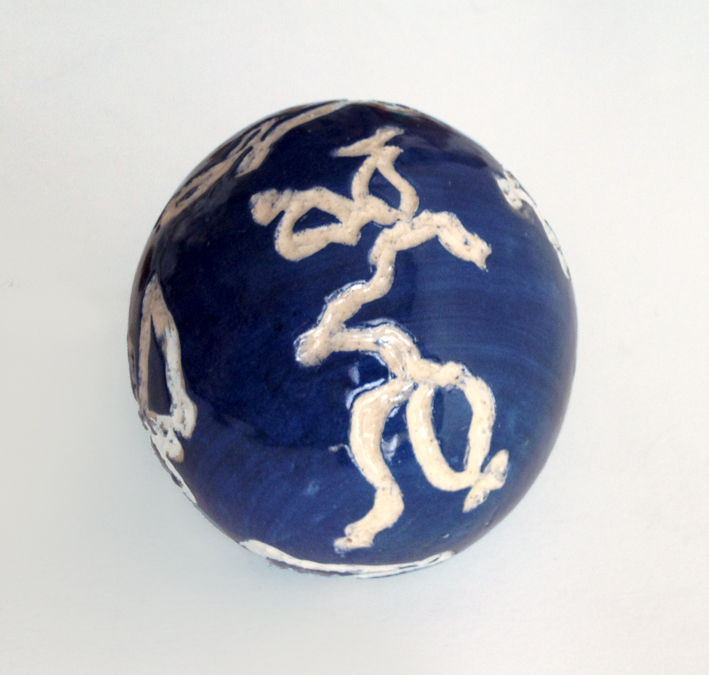
Moon Dancer (2002), céramique.

Depuis 1993, Holt crée de nombreuses pièces en céramique qui intègrent les signes issus de ses photographies. Par ailleurs, elle développe un genre naturaliste avec ses Oysters qui perpétuant l’esprit de Bernard Palissy.

## Expositions

### Personnelles
- Sara Holt, Sculptures, ARC, musée d'art moderne de la ville de Paris, 1971
- Städtische Kunstsammlungen, Ludwigshafen, Germany, 1972
- Galerie Lucien Durand, Paris. 1973[25]
- Night Light, Ufficio dell’Arte, Paris, 1979
- Why, galerie Vivian Veteau, Paris, 1981[26]
- AcApA, Hôtel Saint-Simon, Angoulême, France, 1983
- Galerie Q, Tokyo, Japon, 1983
- Lumen, hospice Saint-Charles, Rosny-sur-Seine, France, 1984[27].
- Cathédrale Notre-Dame de Laon, L’Été de la Photographie, Laon, France. 1992
- La Box, Bourges, France, 1992.
- L’Artothèque d’Entreprise Michel Ferrier, Grenoble, France, 1993
- Light Waves, Fleeting White Space, Anvers, Belgique, 1994[28].
- Bassin d’essais des carènes, DCN, Val-de-Reuil, France, 1994
- Volume et Espace - Sara Holt, Institut Cochin de génétique moléculaire, Paris. 1995
- Sara Holt, artothèque d’Angers, Angers, France, 2003
- Galerie Edouard Edwards, Paris, 2010
- Octobre 2018’’, Sara Holt and Jean-Max Albert, Galerie Mercier & Associés, Paris, 2018 [29]

### Collectives (sélection)
1970
- Salon de mai, Saint-Germain-en-Laye
- Salon de la jeune sculpture, Paris
- Europlastique, Porte de Versailles, Paris
- Art contemporain du Marais, Paris
- Artistes de la galerie, Daniel Gervis, Paris
- Jardin de Matisse, Châtillon-sous-Bagneux

1971
- Salon de mai, Paris
- Artistes de la galerie, Daniel Gervis, Paris
- Propositions Luminaires, Galerie Atelier A, Paris

1972
- Salon de mai, Paris
- Salon de la jeune sculpture, Paris
- l’Art et les technologies nouvelles, Vitry-sur-Seine
- Artistes de la galerie, Lucien Durand, Paris
- Wool Art, galerie Germain, Paris

1974
- Grandes femmes et petits formats, galerie Iris Clert, Paris
- Soft Art, Camden Arts Center, Londres

1976
- Art et science, Vitry-sur-Seine
- Boîtes, musée d'art moderne de la ville de Paris

1977
- Private Images : Photographs by Sculptors, Los Angeles County Museum of Art, Los Angeles, California[30]

1978
- WOZU ?, galerie Nina Dausset, Paris
- 1980, Biennale de Paris, musée d'art moderne de la ville de Paris[31]
- Six Fotographs, Studio 666, Paris

1982
- ALÉA(S), ARC, musée d'art moderne de la ville de Paris
- Symposium de sculpture, Caen
- Pavillon d'Europe, Galerie de Séoul, Corée

1983
- Espace ouvert, espace construits, Salon de la jeune sculpture, port d’Austerlitz, Paris

1984
- La part des femmes dans l’art contemporain, galerie municipale, Vitry-sur-Seine

1985
- Peintures de sculpteurs et sculptures de peintres, galerie M.H. Grinfeder, Paris
- Sélection pour la 5e bourse d’art monumental, Ivry-sur-Seine

1986
- 1re Biennale internationale pour la photographie, galerie Donguy, Paris
- La nuit, galerie Samia Saouma, Paris

1988
- Haute tension, C.A.C. Pablo Neruda, Corbeil-Essonnes

1992
- l’Art au défi des technosciences, parc de la Villette, Paris
- L’Art renouvelle la ville, musée national des monuments français, Paris

1993
- Différentes Natures, galerie ART 4, La Défense
- Curios & Mirabilia, Oiron, château d'Oiron, France
- Ars Technica, Extramuseum, Torino, Italie

1995
- Mesures et Démesures, Cité des sciences et de l'industrie, Paris

1996
- Bleu, musée d’art et d’histoire de Rochefort, Rochefort, France
- Chimériques Polymères, musée d'art moderne et d'art contemporain, Nice.
- Image de la Mère, galerie Viviane Esders, Paris

1997
- West Coast, AcApA, hôtel Saint-Simon, Angoulême, France
- Artistes américains en France, Fondation Mona Bismarck, Paris

1998
- Le café d’Alexandrie, Espace #7, 7, rue Keller, Paris

1999
- Cosmos, musée national des beaux-arts, Montréal, Canada
- Cosmos, Centra de cultura contemporània de Barcelona, Espagne
- Le big crunch, galerie Serge Aboukrat, Paris

2000
- Le big crunch II, La Box, Bourges
- Cosmos, Palazzo Grassi, Venise, Italie

2003
- Atelier « A » : la rencontre de l'art et de l'objet, galerie du VIA, Paris

2004
- Arbres, galerie Stanze, Paris
- Mardi céramiques , galerie Carlin, Paris

2005
- Contrée, musée des Cordeliers, Saint-Jean-d'Angely, France
- Petits Formats, AcApA, hôtel Saint-Simon, Angoulême, France

2009
- Texto, Espace d'Art, La Rochelle, France
- Œuvres optiques et lumino-cinétiques, Centre d'art contemporain Frank Popper, Marcigny, France

2010
- Caractères, Fonds régional d'art contemporain, Angoulême, France
- Pieces of Nine, UAM California State University, Long Beach, Californie[32]

2013
- Mouvement et lumières, Centre d'art contemporain Frank Popper, Martigny, France

2014
- Un siècle de création au féminin, galerie les Iconoclastes, Paris[33]

### Collections publiques
- Städtische Kunstsammlungen, Ludwigshafen, Allemagne, 1972
- Fonds régional d'art contemporain de Basse-Normandie, 1977[34]
- Musée d'art moderne de la ville de Paris, 1980[35]
- Fonds national d’art contemporain, Paris, 1983[36]
- Fonds régional d'art contemporain de Poitou-Charente, 1984[37]
- Artothèque d’Angers, 1985[38]
- Musée Paul Delouvrier, Évry, 1989
- Bibliothèque nationale de France, Paris, 1992
- Centre national d'arts plastiques, château d'Oiron, 1993[39]
- Cité des sciences et de l’industrie, Paris, 1994
- Centre d'art contemporain Frank Popper, Marcigny, 2009.

## Publications
- Sara Holt, Carole Naggar, Night Light, Éditions Pierre Bordas et Fils, Paris, novembre 1979,  (ISBN 2-86 311-008-X)
- Sara Holt, Sculptures et photos, textes d'Henri-Alexis Baatsch et Jean-Christophe Bailly, Grafica Gutenberg, Bergame, Italie, octobre 1980.